# Wydział Mechaniczny Uniwersytetu Morskiego w Gdyni
Wydział Mechaniczny Uniwersytetu Morskiego w Gdyni – jeden z czterech wydziałów Uniwersytetu Morskiego w Gdyni.

## Kierunki kształcenia
Dostępne kierunki:
- Eksploatacja i diagnostyka systemów technicznych (studia I stopnia)
- Mechanika i budowa maszyn (studia I i II stopnia)

## Poczet dziekanów
1. prof. dr inż. Witold Adamkiewicz (1969–1972)
2. dr inż. Jan Stankiewicz (1972–1978)
3. mgr inż. Ildefons Piotrowski (1978–1981)
4. dr inż. Tadeusz Jeszke (1981–1984)
5. dr inż. Jan Stankiewicz (1984–1987)
6. dr inż. Tadeusz Jeszke (1987–1990)
7. dr inż. Andrzej Perypeczko (1990–1993)
8. dr inż. Zygmunt Górski (1993–1999)
9. dr hab. inż. Romuald Cwilewicz (1999–2002)
10. dr hab. inż. Wiesław Tarełko (2002–2008)
11. prof. dr hab. inż. Adam Charchalis (2008–2016)
12. dr hab. inż. Andrzej Miszczak (2016–2019)
13. prof. dr hab. inż. Adam Charchalis (2019)
14. prof. dr hab. inż. Andrzej Miszczak (od 2020)

## Władze Wydziału
W kadencji 2020–2024:
| Stanowisko                                         | Imię i nazwisko                     |
| -------------------------------------------------- | ----------------------------------- |
| Dziekan                                            | prof. dr hab. inż. Andrzej Miszczak |
| Prodziekan ds. dydaktycznych                       | dr inż. Justyna Molenda             |
| Prodziekan ds. studiów niestacjonarnych i promocji | dr inż. Marcin Frycz                |
| Prodziekan ds. studenckich i naukowych             | dr hab. inż. Robert Starosta        |

## Struktura organizacyjna
| Jednostka                                            | Kierownik                           |
| ---------------------------------------------------- | ----------------------------------- |
| Katedra Fizyki                                       | dr hab. Włodzimierz Freda           |
| Katedra Materiałów Okrętowych i Technologii Remontów | prof. dr hab. inż. Adam Charchalis  |
| Katedra Podstaw Techniki                             | prof. dr hab. inż. Andrzej Miszczak |
| Katedra Siłowni Okrętowych                           | dr hab. inż. Kazimierz Witkowski    |